# هیراکاتا، اوساکا
هیراکاتا در استان اوساکا در کشور ژاپن  واقع شده‌است  که دارای جمعیت ۴۰۶٬۲۰۱ نفر و مساحت ۶۵٫۰۸ کیلومتر مربع با تراکم جمعیت ۶٬۲۴۲  نفر در کیلومترمربع است و در تاریخ ۱ اوت ۱۹۴۷ به عنوان شهر شناخته شد.